# Празька консерваторія

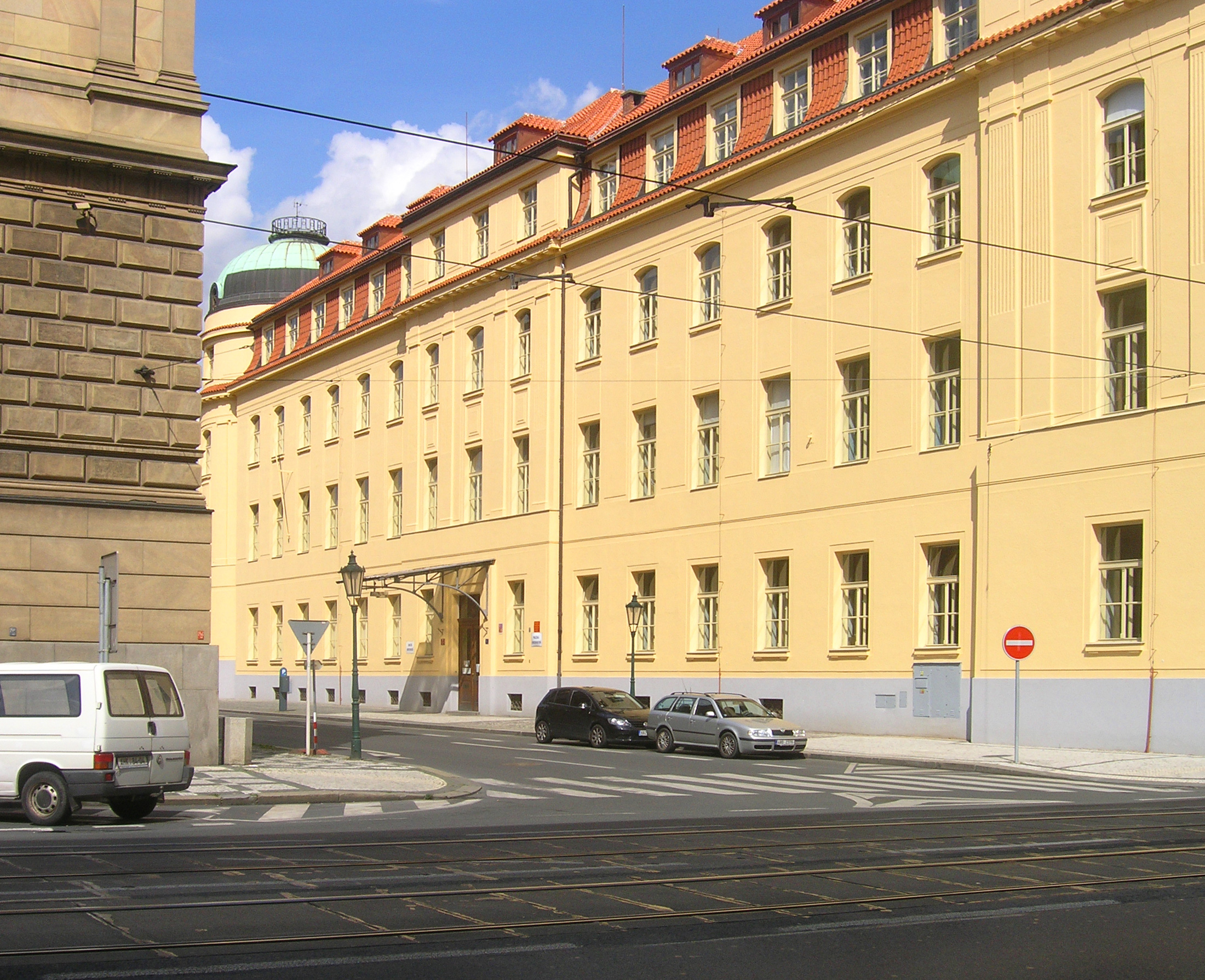
Празька консерваторія

50°05′26″ пн. ш. 14°24′57″ сх. д. / 50.090555555556° пн. ш. 14.415833333333° сх. д.
Празька консерваторія (чеськ. Pražská konzervatoř) — вищий навчальний заклад у Празі.
Заснована 1808 року, ставши першою консерваторією центральної Європи. Статут консерваторії був розроблений Берджихом Дівішем Вебером за прикладом недавно відкритих Паризької (1784) та Міланської (1807) консерваторій.
Серед викладачів консерваторії наступних років — Антонін Дворжак, який випустив таких відомих композиторів, як Вітезслав Новак і Йозеф Сук. Празьку консерваторію закінчив також Богуслав Мартину.
Після 1918 року консерваторія була націоналізована, але й втратила свої приміщення в Рудольфінум. Протягом певного періоду часу консерваторія розміщувалася в будівлі монастиря, цього разу бенедиктинців, пізніше на території колишнього хімічного установи на вулиці Троянова і, нарешті, в будівлі Na Rejdišti в Старому місті, де він перебував дотепер. У 1919 році консерваторія була розширена, в цей час почала діяти театральна школа.
Сьогодні, окрім традиційних для консерваторії інструментальних кафедр, у Празькій консерваторії діють також відділи популярної музики та музичного театру.

## Відомі люди

### Навчалися
- Їндржих Каан фон Альбест (чеськ. Jindřich Kàan z Albestů; 1852, Тернопіль — 1926, м-ко Роудна) — чеський піаніст, композитор.[6]
- Едуард Гакен (чеськ. Eduard Haken, 22 березня 1910, Шклинь Горохівського району Волинської області — 12 січня 1996, Прага) — чеський співак (бас), який народився на Волині.
- Левитський Дмитро Костянтинович (1886—1959) — український співак (тенор), музичний критик, педагог.
- Їржі Киліан (*1947) — танцюрист та хореограф.
- Карл Халір (1859—1909) — чесько-німецький скрипаль і музичний педагог.
- Люсія Вондрачкова (нар. 1980) — чеська співачка і акторка.
- Магулена Бочанова (нар.. 1967) — чеська акторка та модель.
- Власта Фабіанова (1912—1991) — чеська акторка, професорка Академії музичного мистецтва в Празі, Заслужена артистка Чехословаччини, уродженка Львова.
- Людвіг Сланський — чеський скрипаль, композитор, диригент.
- Соня Червена (1925—2023) — чеська оперна співачка, меццо-сопрано.